# Municipio de Lenox (Iowa)
El municipio de Lenox (en inglés: Lenox Township) es un municipio ubicado en el condado de Iowa en el estado estadounidense de Iowa. En el año 2010 tenía una población de 1769 habitantes y una densidad poblacional de 18,72 personas por km².

## Geografía
El municipio de Lenox se encuentra ubicado en las coordenadas 41°48′50″N 91°53′30″O / 41.81389, -91.89167. Según la Oficina del Censo de los Estados Unidos, el municipio tiene una superficie total de 94.51 km², de la cual 93,54 km² corresponden a tierra firme y (1,02 %) 0,96 km² es agua.

## Demografía
Según el censo de 2010, había 1769 personas residiendo en el municipio de Lenox. La densidad de población era de 18,72 hab./km². De los 1769 habitantes, el municipio de Lenox estaba compuesto por el 98,19 % blancos, el 0,34 % eran afroamericanos, el 0,11 % eran amerindios, el 0,28 % eran asiáticos, el 0,45 % eran de otras razas y el 0,62 % eran de una mezcla de razas. Del total de la población el 1,7 % eran hispanos o latinos de cualquier raza.